# 블루 미니

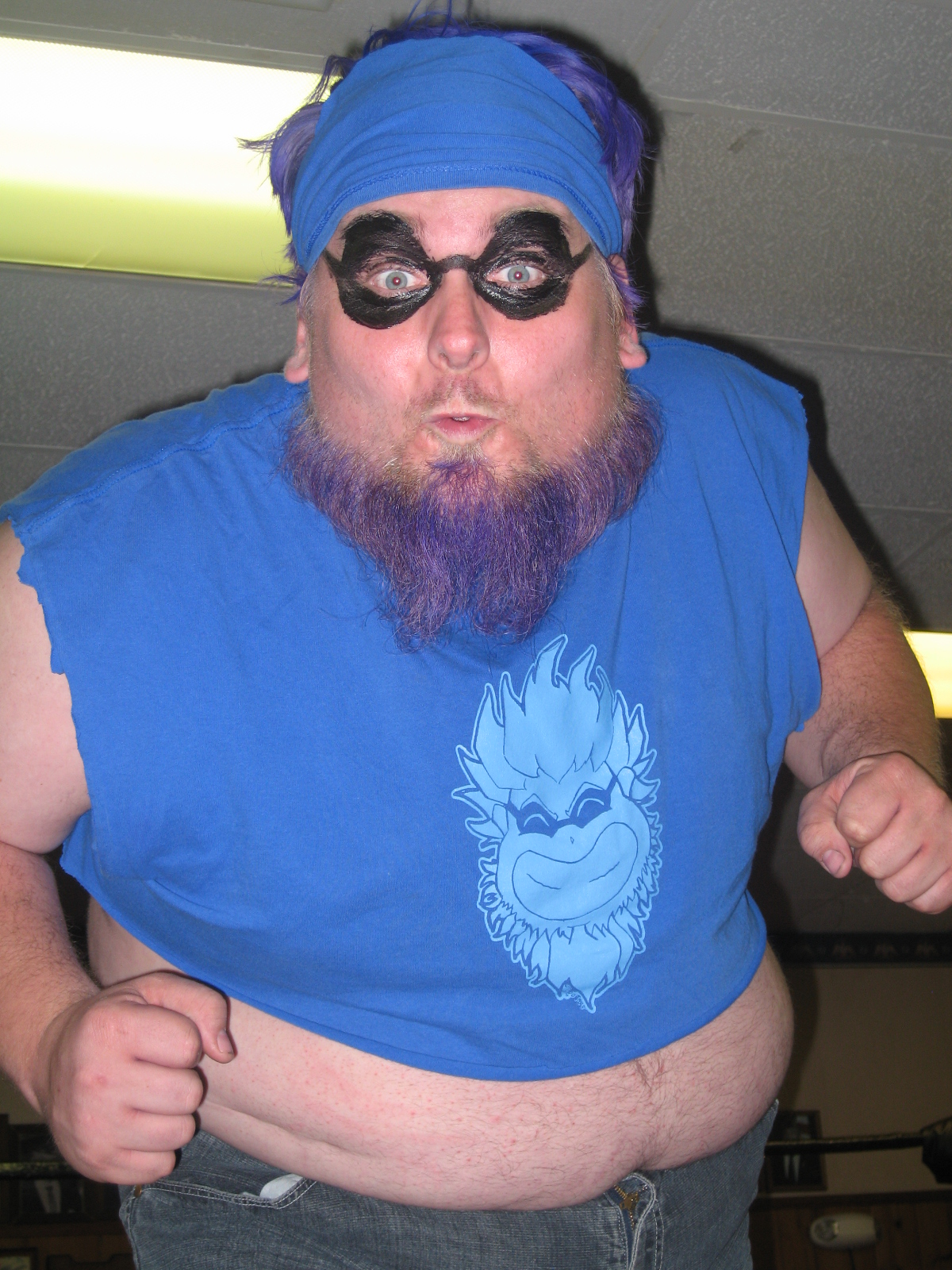

더 블루 미니(The Blue Meanie)는 브라이언 헤프런(Brian Heffron)이라고 한다. 본명은 브라이언 다니엘 헤프런(Brian Daniel Heffron, 1973년 5월 18일 ~ )이다. 미국의 남자 프로레슬링선수며 미국 캘리포니아주 샌 프란시스코라고 한다. 1994년 프로레스링 입문으로 밝혀졌다. 22살때 시작을 했다. 키는 186cm(6 ft 1 in)에다가 몸무게는 158kg(348 lb)인데다 뚱뚱한 체격이다. 피니쉬는 다이빙 헤드벗 드롭, 펄링 파워슬램, 레그 훅 벨리-투-백 수플렉스, 미니설트(다이빙 문설트), 피플스 레그 드롭(런닝 딜레이 레그 드롭), 스냅 디디티로 사용을 한다. 시그니처 기술은 바디 어발란체, 백 찹, 바디 슬램, 파이브 너클 셔플(런닝 피스트 드롭) 힙 토스, 점핑 불독, 리프팅 아토믹 드롭, 버티컬 수플렉스, 점핑 바이시클 킥, 사이드 킥으로 사용을 한다. 예전에는 ECW, WWF에서 활동을 하고 있으나 인디단체의 활동 중이다.

## Professional wrestling highlights
- Finishing moves
  - Diving headbutt drop - 1994-1995
  - Falling powerslam - 1994-1995
  - Leg hook belly-to-back suplex - 1994-1995
  - Meaniesault (Diving moonsault) - 1995-present
  - People's Leg Drop (Running delayed leg drop) - 1995-present
  - Snap DDT - 1995-present
- Signature moves
  - Body avalanche
  - Back chop
  - Body slam
  - Five Knuckles Shuffle (Running fist drop)
  - Hip toss
  - Jumping bulldog
  - Jumping bicycle kick
  - Jumping dropkick
  - Lifting atomic drop
  - Side kick
  - Vertical suplex
- Entrance themes
  - "What Would You Do" by Tha Dogg Pound (ECW; 1995-1996)
  - "MMMBop" by Hanson (ECW; 1996)
  - "bWo Theme" by Swamp Candles (ECW; 1996-1997; 2011-2017; used while teaming Blue World Order)
  - "YMCA" by Village People (ECW; 1997-1998; used while teaming Nova)
  - "Let Me Clear My Throat" by DJ Kool (ECW; 1997-1998; used while teaming Nova)
  - "Armed & Rambunctious" by Steve Goomas & Dougvid Perkins (WWF; 1998-1999; used while teaming JOB Squad)
  - "Here We Go" by Mark Sandell & Neal Watson (WWF; 1999-2000)
  - "Da Ya Think I'm Sexy" by Revolting Cocks (ECW; 2000)

## 수상
- APWF 월드 헤비웨이트 챔피언 (1회)
- CAPW 월드 헤비웨이트 챔피언 (1회)
- 하드코어 헬 오브 페임 (2014)
- FPW 월드 태그팀웨이트 챔피언 (1회) - 스티비 리차드 (1회)
- MCW 월드 서든 태그팀웨이트 챔피언 (1회) - 짐 네이드하트 에스 하트 파운데이션 (1회)
- NWA 월드 라이트 헤비웨이트 챔피언 (1회)
- 랭크드 #143 오브 더 탑 500 싱글즈 레슬링 인 더 PWI 인 2002
- 랭크드 #500 오브 더 탑 500 싱글즈 레슬링 인 더 PWI "이열즈" 인 2003
- SCW 월드 텔레비전 헤비웨이트 챔피언 (1회)
- SCW 태그팀웨이트 챔피언 (3회) - 스티비 리차드 (1회), 노바 (1회), 캑터스 잭 (1회)
- UPW 인터넷 월드 헤비웨이트 챔피언 (1회)
- WCWC 월드 헤비웨이트 챔피언 (1회)